# Kenora (Ontario)
Kenora (población en 2006), originalmente llamada Rat Portage, es una pequeña ciudad situada en el lago de los Bosques en el Noroeste de Ontario (Canadá), cerca del límite con la provincia de Manitoba, y a unos 200 km al este de Winnipeg. Es la cabeza del Distrito de Kenora.
El pueblo de Kenora fue fusionado con los pueblos de Keewatin y Jaffrey Melick en 2000 para formar la actual ciudad de Kenora.

## Historia
El futuro lugar de Kenora era parte del territorio de los Siux cuando el primer occidental, Jacques de Noyon invernó en el lago Rainy, próximo al lago de los Bosques en 1688. Pierre Gaultier de Varennes estableció en 1732 un puesto comercial francés seguro, Fort St. Charles, al sur de la actual Kenora, cerca de la frontera entre Canadá y Estados Unidos, y Francia lo mantuvo hasta 1763, cuando perdió el territorio ante los británicos en la Guerra de los Siete Años (hasta entonces, era el territorio que se encontraba más al noroeste de Nueva Francia). En 1836, la Compañía de la Bahía de Hudson estableció un puesto en la isla Old Fort, y en 1861, la Compañía abrió un puesto en la parte continental en la actual ubicación de Kenora.
En 1878, la compañía escrutó lotes para el asentamiento permanente de Rat Portage - la comunidad conservó ese nombre hasta 1905, cuando fue renombrada como Kenora. El nombre, "Kenora", fue acuñado por la combinación de las dos primeras letras de Keewatin, Norman (dos comunidades cercanas) y Rat Portage.
El oro y el ferrocarril fueron importantes en los comienzos de la comunidad: el oro fue descubierto por primera vez en el área en 1850, y para 1893, 20 minas operaban dentro de los 24 km de Rat Portage, y el primer tren transocéanico de Canadá pasaba por allí en 1886 en la Canadian Pacific Railway. Más tarde, la Carretera Trans-Canadá, pasaba por Kenora en 1932, colocando a la comunidad en ambas rutas de transporte transcontinentales de Canadá.
La industria maderera, que fue importante al principio, decayó en la segunda parte del siglo XX y la industria turística creció, y el último auge de la madera que ocurrió en Kenora fue en 1985.
Un robo de banco dramático y arriesgado tomó lugar en Kenora el 10 de mayo de 1973. Un hombre no identificado entró en el Banco de Comercio Imperial Canadiense fuertemente armado y llevando un "pedal de hombre muerto", un dispositivo que utiliza un broche, cables, batería y dinamita, donde el usuario guarda el broche en la boca, ejerciendo fuerza sobre el broche. Si el usuario suelta el gancho, dos cables adheridos a ambos lados del broche completan un circuito eléctrico, enviando corriente desde la batería, detonando los explosivos. Después de robar el banco, el ladrón salió del CIBC, y se estaba preparando para entrar en un vehículo de ciudad manejado por el oficial de la policía encubierto Don Milliard. Un francotirador posicionado al otro lado de la calle le disparó al ladrón, iniciando una secuencia de eventos requeridos para detonar el explosivo. Recientemente, la Policía de Kenora presentó muestras de ADN de los restos del ladrón para identificarlo, pero el sospechoso nunca fue positivamente identificado.
La Stanley Cup, el trofeo otorgado al mejor equipo de la NHL, fue ganado por el equipo de hockey de los Kenora Thistles en 1907. El equipo presentó miembros del salón de la fama como Billy McGimsie, Tom Phillips (hockey sobre hielo), Roxy Beaudro, y Art Ross, por quien el Trofeo Art Ross es nombrado. Kenora es la ciudad más pequeña que ganó un título deportivo importante de América del Norte.
En 1967, el año del centenario canadiense, Kenora levantó una escultura conocida como Husky el Muskie, el cual se ha convertido en la mascota operante del pueblo y una de sus características más reconocidas.

## Comunidad
Además de los anteriormente separados pueblos de Keewatin y Jaffray Melick, la ciudad también incluye los barrios nombrados de Norman, Rideout, Brickyard, Pinecrest y Lakeside.

## Economía
La silvicultura, el turismo y la minería son los tres sectores más grandes de la economía de Kenora. La población aumenta en la primavera y el verano a casi el doble de la población normal cuando los residentes del verano se mudan. El Lago de los Bosques y numerosos lagos más pequeños situados alrededor de Kenora son el paisaje principal vacacionantes que vienen en verano. Muchos de ellos son de la provincia vecina de Manitoba y del estado de Minnesota.

## Cultura
El lugar cultural más prominente de la ciudad es el centro de Harbourfront, un parque a orillas de Lago de los Bosques, que alberga los festivales anuales de invierno y verano de la ciudad, así como también series de conciertos, y otros eventos especiales. Harbourfront es también el punto donde atraca el M/S Kenora, un pequeño crucero que ofrece una visita guiada al lago, y a la casa de Husky el Muskie.
El centro de la ciudad acoge un proyecto artístico que ha permitido crear hasta la fecha 20 murales: retratan la historia de la región y se planean y se pintan cerca de edificios en el distrito comercial.
La ciudad también es la sede de un importante torneo internacional de pesca de percas.

## Transporte
El Riel VIA ofrece servicio a los pasajeros hasta Redditt en la línea de ferrocarriles transcontinental de la CN, aproximadamente a 30 minutos y 20 km al norte de Kenora. La línea ferroviaria transcontinental de la CP pasa directamente por el pueblo.
El Aeropuerto de Kenora está situado a 9,3 km al estenoreste del centro de la ciudad.
Las Líneas Greyhound ofrecen servicios de colectivos interurbanos desde la terminal de las Líneas Excel Coach.
La Autopista 17 pasa por Kenora, y la Autopista 17A va por la ciudad. Ambas rutas están designadas como parte de la Autopista Trans-Canadá. La Autopista 658 se extiende al norte desde Kenora hasta Redditt.
El Tránsito de Kenora opera tres rutas, de lunes a domingo, de 7:00 a 18:30.

## Política

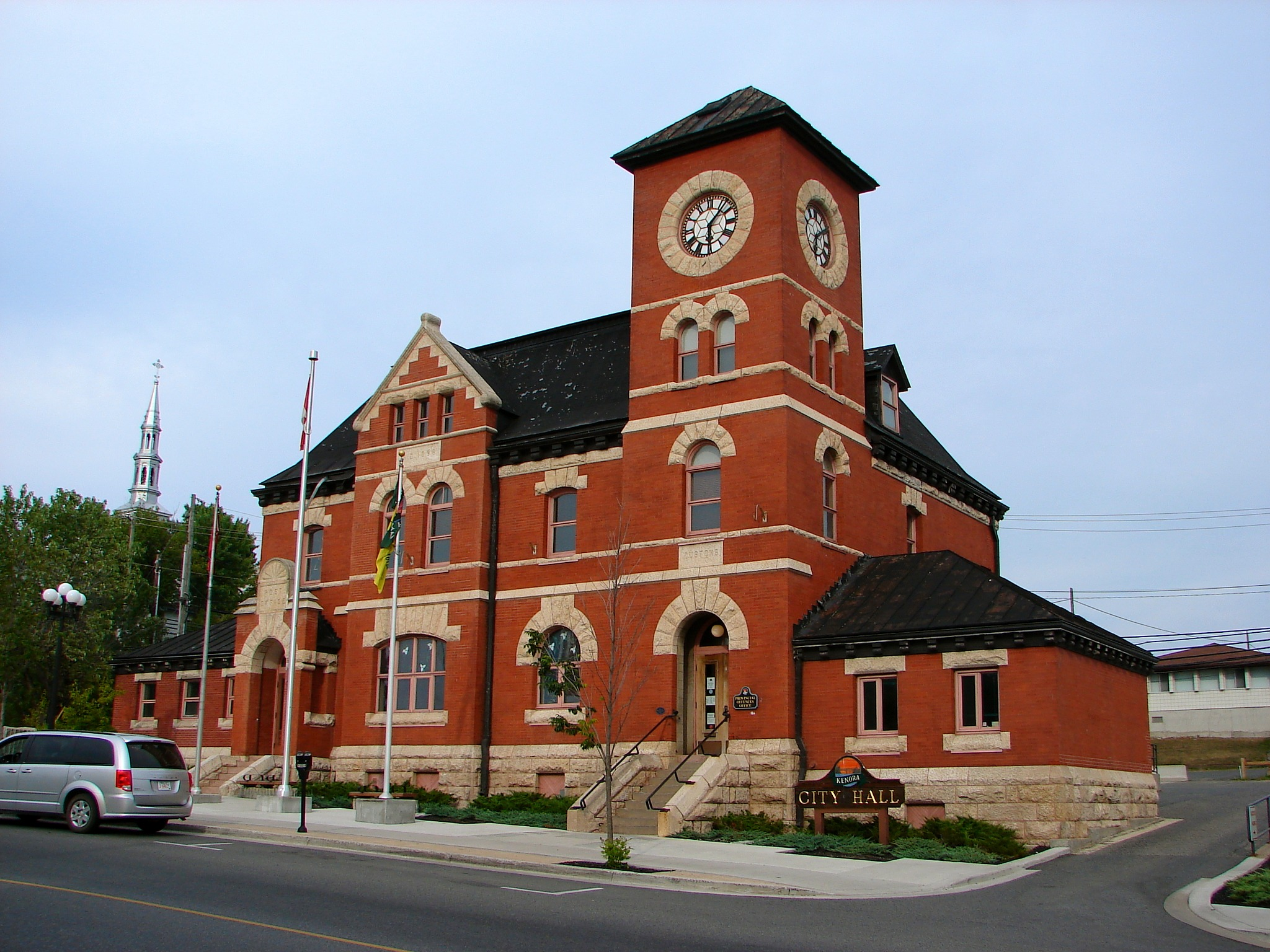
Cámara Municipal

El Miembro del Parlamento Provincial del Río Kenora-Rainy, Howard Hampton, es líder del Partido Democrático Nuevo de Ontario. A nivel federal, la zona está representada por el diputado liberal Roger Valley, que fue elegido en 2004 y reelegido en 2006.
El actual intendente de Kenora es Len Compton.
Algunos residentes de Kenora, que muestran su insatisfacción por el nivel de los servicios gubernamentales provistos a la región por el gobierno provincial, han propuesto que la región se separe de Ontario para unirse a la provincia de Manitoba. El ex intendente de Kenora Dave Canfield, quien fue derrotado en la elección municipal de Ontario de 2006, fue la figura pública más notoria en haber avalado esta propuesta.

## Salud
El Hospital Distrital del Lago de los Bosques fue fundado en 1897, y fue originalmente conocido como Hospital de Júbilo de Rat Portage y luego Hospital General de Kenora. A través de los años, una serie de adiciones y renovaciones tomaron lugar para cumplir con las necesidades de expansión de la población. El 1 de mayo de 1968, el Hospital de St. Joseph y el Hospital General de Kenora se unieron para formar el Hospital Distrital del Lago de los Bosques. Tratando a más de 30.000 personas por año, el Hospital Distrital del Lago de los Bosques es el hospital más grande del Noroeste de Ontario fuera de la Bahía Thunder.
Siendo fundados en gran parte por la Fundación del Hospital Distrital del Lago de los Bosques, los programas principales del hospital incluyen cuidado de emergencias y ambulancias, cuidado crónico, salud mental, salud maternal e infantil, y servicios de cuidados agudos los cuales incluyen medicina general, cuidados intensivo y servicios quirúrgicos. También maneja un amplio rango de servicios incluyendo diálisis, quimioterapia, mamografía, ultrasonido, asesoría y desintoxicación de adicciones, un centro de violación sexual, servicios de fisioterapia y rehabilitación, ambulancia (de tierra y de aire), cuidados paliativos y varios programas de educación.
El Hospital Distrital del Lago de los Bosques cumple con las necesidades inmediatas de salud de los residentes de Kenora, así como también de un gran área circundante, incluyendo varias Comunidades de las First Nations. En reconocimiento de las comunidades de las First Nations a las cuales sirve, el hospital está comprometido en asegurar que las curas tradicionales nativas y la cultura son parte del cuidado de la salud de los nativos, incluyendo un único programa terapéutico que reconoce el componente espiritual del cuidado de salud abrorígen.

## Educación
Dos consejos escolares y un colegio comunitario funcionan en el Área de Kenora.
El Consejo Escolar del Distrito de Keewatin-Patricia opera una escuela secundaria (Escuela Secundaria Beaver Brae) y 5 escuelas primarias (Escuela Lakewood, Escuela Pública Keewatin, Escuela Evergreen, Escuela King George IV, y Escuela Valleyview).
El Consejo Escolar del Distrito Católico de Kenora opera una escuela secundaria (Escuela Secundaria Saint Thomas Aquinas) y 3 escuelas primarias (École Ste. Marguerite-Bourgeois, Escuela St. Pope John Paul II y Escuela St. Louis). La escuela primaria, oficialmente llamada Pope John Paul II, posee alrededor de 350 estudiantes de las escuelas de Mount Carmel y Our Lady of the Valley. École Ste. Marguerite-Bourgeois es una escuela de inmersión francesa.
El Colegio Confederation tiene un campus en Kenora, y sirve educación postsecundaria y adulta en la ciudad y el área circuncidante.

## Medios de comunicación
La fuente de noticias más importante es el Kenora Daily Miner and News, uno de los diarios más pequeños de Canadá. Los fines de semana, el Lake of the Woods Enterprise es entregado gratis en los hogares del área. NWO Update, ofrece un seguimiento de las noticias regionales.
Es también el mercado televisivo más pequeño de Canadá (y el segundo más pequeño de América del Norte), con solo un canal y dos afiliados de la CBC/SRC.

### Radio
- FM 89.5 - CJRL ("The Mix"), adulta contemporánea (Fawcett Broadcasting Limited 31.2kW/105m (B))
- FM 93.5 - CKSB, La Première Chaîne 20kW/100m (B)
- FM 98.7 - CBQX, CBC Radio One 38kW/100m (B)
- FM 104.5 - CKQV-FM-2 ("Q104"), principal adulta contemporánea (Norwesto Broadasting Limited 1.6kW/105m (A))[5]

### Televisión
- Canal 2: CBWFT-7 - (SRC)
- Canal 8: CBWAT - (CBC
- Canal 13: CJBN - (CTV/Global Television Network)
- Canal 44: CICO-TV-91 (TVO)

CBWAT era una estación separada de CBC Television de la CBWT con sede en Winnipeg. Pasaba noticias básicas, el clima y deportes de Winnipeg seguido de un programa de asuntos actuales producido localmente. Esto fue interrumpido cuando CBWAT se volvió una repetidora de CBWT.

## Personas notables
- Gary Bergman - exjugador de la NHL y del Equipo de Canadá en 1972.
- Glory Annen Clibbery - actriz
- Tim Coulis - exjugador de la NHL
- Robert Hilles - poeta
- Mike Richards - jugador de la NHL que actualmente juega para los Philadelphia Flyers
- Mike Smith (decatlón) - medallista de plata canadiense en el decatlón en el Campeontato Mundial de 1991
- Phil Eyler - político
- Vic Lundquist - ganador de la medalla olímpica en hockey (1932), dos veces medalla de oro juvenil (1931 y 1935), y entrenador olímpico de Suecia (1936)